# Кобильца, Ивана
Ивана Кобильца (словен. Ivana Kobilca; 20 декабря 1861, Лайбах, Австро-Венгрия — 4 декабря 1926, Любляна, КСХС) — словенская художница-реалистка и импрессионистка. Жила и работала в таких европейских городах, как Вена, Сараево, Берлин, Париж и Мюнхен. Известны её портреты, работы в жанре натюрморта, пасторали.

## Биография
Ивана Кобильца родилась в Любляне (тогдашнем Лайбахе). В 1879—80 годах она работала в галерее при Дунайской академии, копируя работы старых мастеров. С 1881 по 1891 год совершенствовала свои навыки в Мюнхене, училась у портретиста и жанриста Алоиза Эрдтельта. В 1891 году при посредничестве известного живописца Фрица фон Уде послала две свои работы в парижский Салон, а впоследствии и сама переехала в Париж.
В Париже Кобильца жила до 1892 года, посещала Барбизон. В 1894 году была во Флоренции. С 1897 года жила в Сараеве. Была членом Сараевского художественного общества, участвовала в создании трех фресок для одной из городских церквей. В 1906 году перебралась в Берлин, в период своего пребывания в котором создала ряд цветочных натюрмортов.

## Значение
Ивана Кобильца — самый известный словенский живописец женского пола и один из наиболее выдающихся словенских художников-реалистов. Чаще всего свои картины она посвящала сельской или тихой городской жизни, писала портреты, как правило, обычных людей.
До перехода Словении на евро портрет художницы можно было встретить на банкноте достоинством 5 000 толаров. Её работы выставляются в Национальной галерее в Любляне.